# 條紋平鮋

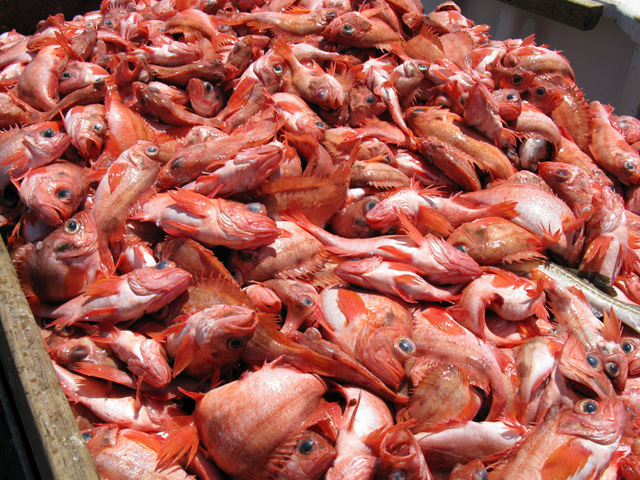
捕獲的條紋平鮋

條紋平鮋，為輻鰭魚綱鮋形目鮋亞目平鮋科的其中一種，被IUCN列為瀕危保育類動物，為溫帶海水魚，分布於西北大西洋加拿大聖羅倫斯灣至新斯科細亞省；東北大西洋冰島及格陵蘭西部海域，棲息深度70-592公尺，體長可達30公分，幼魚棲息在砂泥底質、岩石底質淺水域，成群活動，以磷蝦、軟體動物等為食，稚魚棲息在礫石底層水域，卵胎生，生活習性不明。